# Philippe Sauve
Vous pouvez aider à l'améliorer ou bien discuter des problèmes sur sa page de discussion.
- Il ne cite pas suffisamment ses sources. Vous pouvez indiquer les passages à sourcer avec {{référence nécessaire}} ou {{Référence souhaitée}}, et inclure les références utiles en les liant aux notes de bas de page. (Marqué depuis novembre 2014)
- Sa forme n’est pas encyclopédique et ressemble trop à un curriculum vitæ. Modifiez le texte pour aider à le transformer en article neutre. (Marqué depuis décembre 2014)

- Archive Wikiwix
- Bing
- Cairn
- DuckDuckGo
- E. Universalis
- Gallica
- Google
- G. Books
- G. News
- G. Scholar
- Persée
- Qwant
- (zh) Baidu
- (ru) Yandex
- (wd) trouver des œuvres sur Wikidata

Œuvres principales
- Siberia : 3800 km en canoë du lac Baïkal à l’Océan arctique, 2006

Philippe Sauve est un écrivain et cinéaste français, né le 10 janvier 1974 à Toulon, dans le Var. Depuis juin 1992, il voyage et développe une œuvre littéraire basée sur l’analyse de l’individu et d’une réalité au bord du fantastique. Il est membre de la Société des explorateurs français.

## Biographie

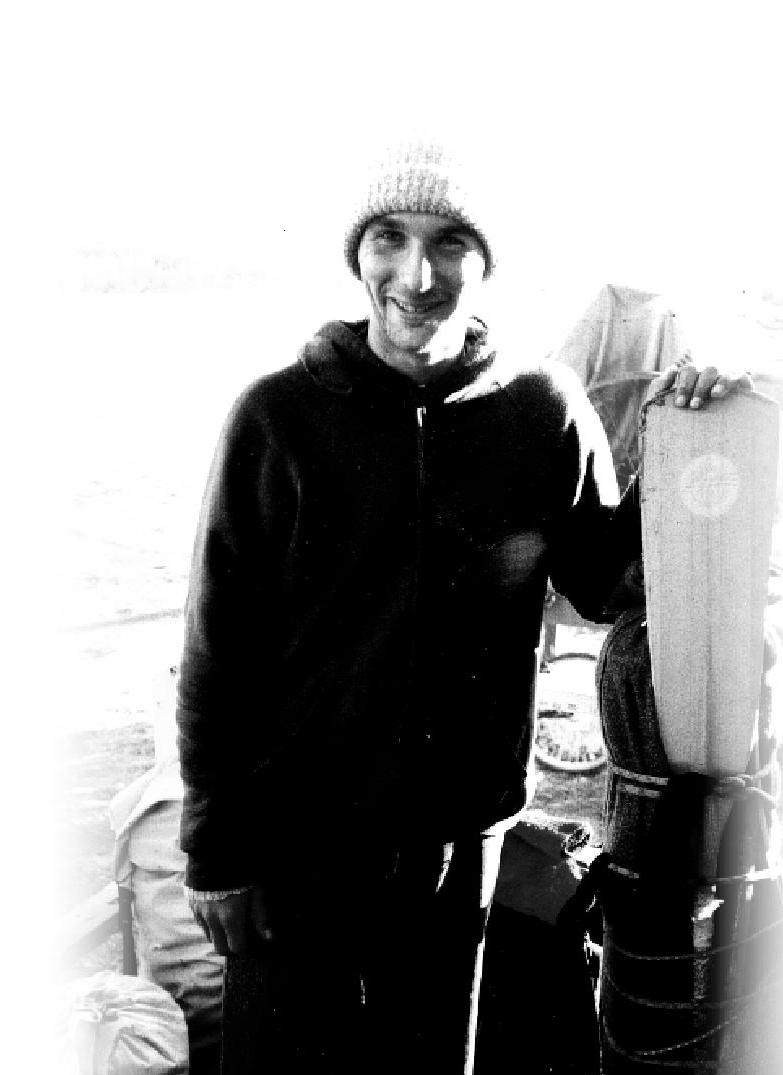
Philippe Sauve en 1994, après la traversée du Canada en canoë.

En juin 1992, à 18 ans, après avoir démissionné de son emploi d’électricien à l’Arsenal de Toulon, Philippe Sauve entreprend « la Marche de Vie », un tour du monde de deux années en solitaire dont l'Amérique du Nord est la principale étape. Avec la volonté de se rapprocher de la nature et des populations retirées, il alterne la marche à pied sur de longues distances avec d'autres modes simples de progression, tels que le canoë.
À son retour, en compagnie de Maurice Périsset, un maître du suspens français, Philippe Sauve s’oriente vers la fiction littéraire. Il signe son premier roman, Sous les ponts de Memphis. Pendant trois années, ils dirigent ensemble les éditions Ici ou Ailleurs. Après la mort de Périsset, Sauve repart en voyage, d'abord en Amazonie, puis de nouveau aux États-Unis en 2000 notamment dans le but de se débarrasser d'une dépendance à l'héroïne.
En 2004, au Festival International du Film Maritime, d’Exploration et d'Environnement, où une place de juré lui a été proposée, Philippe Sauve est mis en relation avec le directeur littéraire des éditions Les Presses de la Renaissance. Il publie en 2006 le récit Siberia qui relate un nouveau voyage : la traversée solitaire de la Sibérie en canoë. Dans le grenier de la maison du réalisateur Jean-Baptiste Warluzel, il s'initie au montage audiovisuel et réalise le film Siberia. Le livre et le film seront plusieurs fois primés en Europe.
Parrainé par l’écrivain explorateur Sylvain Tesson et Catherine Domain, fondatrice de la librairie Ulysse, il devient membre de la Société des explorateurs français.
En 2008, il descend en canoë la rivière Missouri. Il revient avec une trentaine d'heures de film que la société Gédéon Programmes et la chaîne Voyage achètent pour la série « Authentik Adventure ». Il publie dans la foulée le récit Horizon Dakota, préfacé par Jean Raspail.
En 2009, Philippe Sauve organise en compagnie de l’amérindien Dakota High Hawk une tournée de conférences en France sur le thème du devenir de la nation sioux. En 2010, il publie Errance amérindienne aux éditions Transboréal, texte dont il avait commencé la rédaction dix ans plus tôt. À la fin de l'année, accompagné par son ami non-voyant Georges Nicolas, il entreprend la traversée de l'Islande à pied ; il tirera de cette aventure le documentaire Huis Clos Islandais.

## Ouvrages
- 1995 : La Marche de Vie : Un tour du monde à 18 ans, récit, préface de Stéphane Peyron, Ici ou Ailleurs
- 1998 : Sous les Ponts de Memphis, Tout le chagrin que j'ai d'être perdu parmi vous, roman, Blanc
- 1999 : Le Scalp de l’Homme Blanc : Entretien avec Ernest Big Tobacco, pamphlet, Ici ou Ailleurs
- 2006 : Siberia, récit, préface de Sylvain Tesson, Presses de la Renaissance — réédité chez Transboréal en 2013
- 2008 : Un Indien au Pays Basque, nouvelle, Yago
- 2009 : Horizon Dakota [4]: En canoë sur la rivière sacrée, récit, préface de Jean Raspail, Les Presses de la Renaissance
- 2010 : Errance amérindienne : Une Initiation à l'Amérique profonde, récit, Transboréal
- 2014 : Fan de Dieudo et pas Facho, pamphlet, Slava.

## Documentaires
- 1995 : La Marche de Vie, un tour du monde à 18 ans, Ici ou Ailleurs Production, 26 min
- 1999 : Ernest, Ici ou Ailleurs Production, 13 min
- 2007 : Siberia, Ici ou Ailleurs Production, 52 min
- 2009 : Horizon Dakota : A la recherche d’Ernest Big Tobacco, coproduction Gedeon programmes et la Chaîne Voyage, 3 × 26 min et 52 min, coréalisé avec Nicolas Thomä et Alain Zenou.
- 2010 : L'Ange de la rue : Slava Production, 26 min
- 2011 : Huis clos islandais : Slava Production, 30 min
- 2013 : Indian Legends : Jean Lemoro et les Tipis du Bonheur de Vivre productions, 52 min
- 2019 : Un Tour du Monde en 80 jours, Production PS, 49 min

## Distinctions
Pour le film et le livre Siberia
- Prix Pierre Loti[5] à Hendaye 2007
- Prix René-Caillié 2007
- Mention spéciale pour le livre Siberia aux Écrans de l’Aventure de Dijon
- Prix du Film d’Exploration au Festival du Film Maritime, d’Exploration et d’Environnement de Jacques-Henri Baixe.
- Prix de l’Aventurier 2007 au Festival du Film d’Aventures de La Rochelle
- Prix Spécial du Jury au Festival du film des Diablerets (Suisse)
- Prix du Public au Festival Maritime de Saint-Petersbourg (Russie)

Pour le film Huis Clos Islandais
- Prix Coup de Cœur du Jury au Festival International du Film Polaire 2012
- Prix du Film Curieux Voyageurs au Festival Planètes Couleurs de Saint-Étienne 2012
- Prix du meilleur tonton de l’année 2022/2023/2024/2025 et toutes les années à suivre ..